# Gare transatlantique de Cherbourg
Pour les articles homonymes, voir Gare de Cherbourg (homonymie).
 (novembre 2020).
La gare transatlantique de Cherbourg ou gare de Cherbourg-Maritime est à la fois un ancien terminal maritime de passagers et une ancienne gare ferroviaire, en service entre les années 1930 et 1960, qui se dresse sur le territoire de la commune française de Cherbourg-en-Cotentin, dans le département de la Manche, en région Normandie.
Elle est dès sa construction l'une des plus importantes de la Basse-Normandie. La gare transatlantique se trouvait à l'extrémité de la ligne de Mantes-la-Jolie à Cherbourg. L'édifice est partiellement inscrit au titre des monuments historiques.

## Historique

### Les débuts d'une gare maritime duXIXesiècle
Dès le début du XXe siècle, la gare de Cherbourg (1858) accueille des trains internationaux et des trains de luxe pour que les voyageurs puissent prendre les paquebots de la compagnie Cunard Line à destination des États-Unis ou du Royaume-Uni.
En 1858, un appontement est établi sur le quai de l'Ancien-Arsenal ; une structure en bois à usage de terminal suffit pour accueillir les voyageurs qui descendent des trains transatlantiques acheminés directement jusqu'au quai portuaire. Le 8 juillet 1905, le cercueil contenant les restes du vice-amiral américain John Paul Jones est transféré vers son pays. Amarré à l'appontement, le torpilleur de haute mer français  Zouave (1891) est chargé de rejoindre l'USS Brooklyn qui attend dans la rade.
Une gare maritime en maçonnerie est établie en 1912. Composée d'une salle de restaurant et d'une salle des pas perdus, elle est située en bordure de l'avant-port, sur le même quai. 
Les paquebots mouillent alors dans la rade et des petits transbordeurs assurent la navette des passagers et des bagages entre quai et navire.
À ce titre, le port de Cherbourg accueille, le 10 avril 1912, en début de soirée, le paquebot Titanic, qui mouille dans la rade : 24 passagers quittent le navire alors que 274 autres montent à bord grâce aux transbordeurs Nomadic et Traffic.
En juin 1927, l'aviateur Charles Lindbergh, de retour de son vol d'anthologie New York - Paris à bord du Spirit of St. Louis, passe par la gare maritime lors d'une escale du croiseur USS Memphis.

### Un concept neuf
Des projets d'agrandissement sont écartés, les élus locaux préférant une gare d'un autre concept, nouvelle, spacieuse et luxueuse, sur le port, pour faciliter le transit des voyageurs et susceptible aussi de les attirer.
Il est décidé que la nouvelle gare maritime sera construite en face du casino, à la place de sa plage, avec un nouveau quai pouvant accueillir des infrastructures. Le premier projet élaboré en 1924 par l'ingénieur des ponts et chaussées Marcel Chalos et l'architecte René Levavasseur est refusé car jugé beaucoup trop somptueux. Un second projet, considérablement simplifié par rapport au premier, reprend les grandes lignes de celui-ci, composé d'une grande halle des trains d'une part, et d'un grand bâtiment abritant la gare maritime d'autre part, l'ensemble étant dominé par un élégant campanile.

### Le projet architectural original

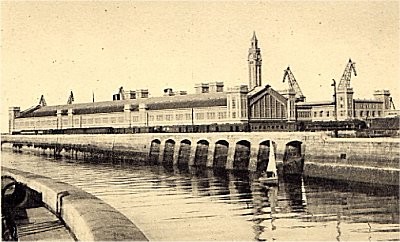
La gare transatlantique achevée en 1933.

Bâtie à partir de 1928 par l'architecte René Levavasseur en collaboration avec les ingénieurs Marcel Chalos et Raymond Fleury et le décorateur parisien Marc Simon, la gare transatlantique de Cherbourg est le plus grand monument français de style Art déco des années 1930. Construite en béton armé, briques claires et pierres de béton imitant le granit, elle est saluée lors de sa construction comme un « chef-d'œuvre de l'architecture du voyage ». On commença par la halle des trains puis les galeries d'embarquement.
L'ensemble est composé de la grande halle des trains de 240 mètres de long et du bâtiment principal à l'intérieur duquel se trouvent une gigantesque salle des pas perdus, bordée par les bureaux des compagnies maritimes et de nombreuses boutiques, une salle des douanes et le grand salon. Le dallage en céramique est une réalisation de l'atelier Gentil et Bourdet. Ce bâtiment principal, le plus grand de l'ensemble architectural, est surmonté d'un campanile de 70 mètres de hauteur qui sera dynamité par les Allemands en juin 1944, lequel ne se relèvera jamais. La galerie couverte d'embarquement, mesurant près de 500 mètres, s'étend sur toute la longueur du quai de France construit comme élément indissociable du terminal maritime. L'accès aux paquebots à partir de la galerie couverte passe par neuf passerelles métalliques se déplaçant sur des rails. Plusieurs grues mobiles permettent de débarquer ou embarquer le courrier ainsi que les marchandises. Quatre trains et deux paquebots peuvent être accueillis simultanément.
Comme symbole du lien qui lie la France aux États-Unis, une plaque est apposée à la mémoire de Charles Lindbergh, qui rappelle aux passagers la traversée de l'Atlantique par un Américain, en mai 1927, le trajet aérien vers Paris étant passé au-dessus de Cherbourg. En juin 1936, un autre symbole est provisoirement posé devant cette plaque : un buste de l'auteur de De la démocratie en Amérique, Alexis de Tocqueville, inauguré en août.

### Le trafic transatlantique
Dans les mois qui précèdent son inauguration, le quai de France voit la charpente rongée par l'incendie du paquebot Atlantique amarrée le long de la nef des transatlantiques.
Le 30 octobre 1933, le diplomate soviétique Maxime Litvinov, ministre des Affaires étrangères, s'embarque vers New York à bord du Berengaria. Il est accueilli par un commissaire spécial du gouvernement et le consul des États-Unis Clark Porter Kuykendall. Le temps d'attente pour l'embarquement a été mis à profit pour visiter la nouvelle gare maritime.

### L'évolution du bâtiment et des infrastructures

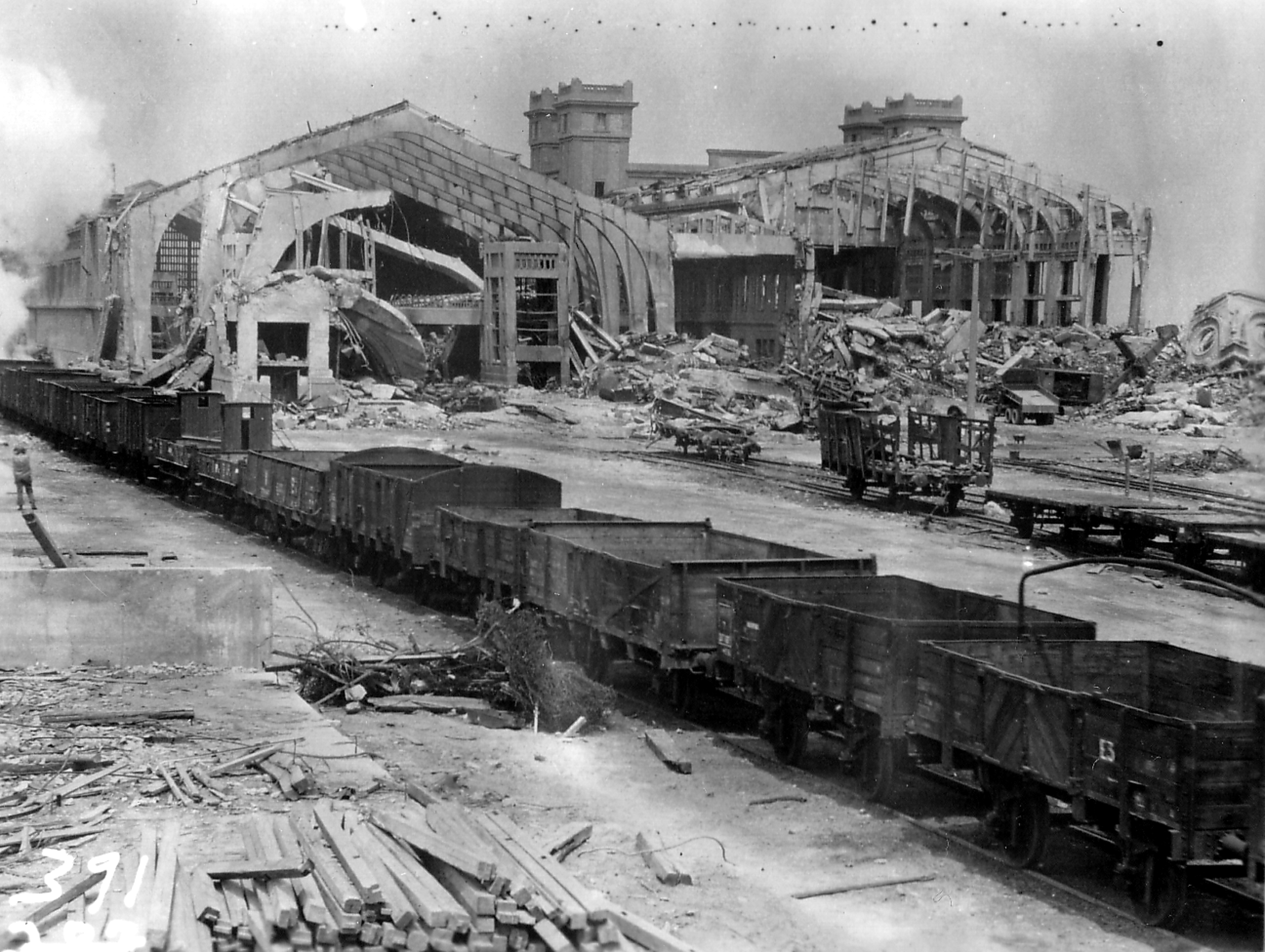
La gare aux deux tiers anéantie après le dynamitage allemand, en juin 1944.

La gare transatlantique a été inaugurée le 30 juillet 1933 par le président de la République Albert Lebrun qui se déplace en train présidentiel Bugatti. Le chef de l'État, au terme de sa journée inaugurale (revue navale dans la rade de Cherbourg l'après-midi), eut à visiter, amarré au quai de France pour l'occasion, le sous-marin Surcouf, en cours d'armement.
Lors de la Libération, les troupes allemandes dynamitèrent une partie des bâtiments dans la nuit du 23 juin 1944. La partie sud du bâtiment principal et de la halle des trains, le grand salon et le campanile furent rasés, alors que la partie nord ne subit que des dommages légers. Le quai de France, les grues et les passerelles avaient, eux aussi, été fortement endommagés. Le quai fut remis rapidement en état pour l'acheminement du matériel allié et Cherbourg devint pendant quelque temps, fin 1944, le plus important port du monde, avec un tonnage supérieur à celui de New York. Une fois la paix revenue et eu égard au succès qu'elle avait suscité avant guerre, la gare maritime fut rebâtie à l'initiative de la chambre de commerce. Les travaux débutèrent en 1948 par la rénovation de la partie la moins sinistrée. On fit appel au même décorateur, Marc Simon, pour l'intérieur de la salle des pas perdus et la salle sous douane en prenant soin de respecter l'esprit des années trente. La halle des trains, amputée d'un tiers de sa longueur en 1944, fut rénovée et la partie manquante fut reconstruite à l'identique, sa façade étant simplifiée, mais retrouva ses claustras qui permettaient à la lumière d'éclairer l'intérieur de l'édifice. Le grand salon fut également reconstruit, mais l'aile sud de la gare maritime ne fut pas refaite, faute d'argent. Le campanile, qui assurait à la gare transatlantique sa majesté exceptionnelle ne revit pas le jour ; à la place fut construit un groupe de quatre tours, le style du nouveau bâtiment ne s'accordant pas avec l'esprit Art Déco du reste de la gare maritime. La galerie couverte fut reconstruite à grands frais. La voie charretière (couverte), reliant la halle et la gare maritime ne fut réédifiée que dans les nouvelles limites du bâtiment principal ; c'est d'ailleurs à l'entrée sud de cette voie que fut coupé le 22 mai 1952, par le président du conseil Antoine Pinay, le ruban lors de la nouvelle inauguration, accompagné du « préfet des ruines » Édouard Lebas.
La gare maritime retrouve un temps sa splendeur d'avant-guerre et de nombreux passagers et des célébrités foulent à nouveau le parquet des salles. Cette renaissance est grandement aidée par le choix de la Cunard de faire de Cherbourg la troisième escale du trajet Southampton — New York. De 1952 jusqu'à la fin des années soixante, le Queen Mary et le Queen Elizabeth accostent toutes les deux semaines au quai de France. Mais la vente du Queen Mary en 1967 et la retraite forcée du second Queen, un an après, portèrent le coup de grâce à la gare transatlantique.
Le lancement, en 1969, du nouveau paquebot Queen Elizabeth 2 fait renaître un espoir et les efforts entrepris par la chambre de commerce pour promouvoir le port de Cherbourg font revivre la gare lors de quelques escales. C'est malgré tout trop peu pour entretenir des infrastructures aussi importantes.
Dans les années 1970, la perte du trafic transatlantique pousse la chambre de commerce et d'industrie (CCI) à diversifier les activités afin de garantir l'importante activité du port de Cherbourg. Outre les liaisons transmanches, le fret suscite l'intérêt de la CCI. Pour assurer le transit des marchandises, le quai de France se retrouve encombré d'un bâtiment qui n'a plus d'utilité : dans la perspective de recevoir des conteneurs, la CCI prend les devants et la galerie couverte, à l'extrémité nord du quai, s'effondre sous les charges d'explosifs le 10 avril 1979 et, en moins d'un mois, la galerie couverte au sud de la gare est transformée en tas de gravats, elle qui avait pourtant résisté aux explosifs allemands. Comme prévu, et dans le but de récupérer cinq mille mètres carrés occupés par un bâtiment inutile, le grand salon reconstruit après la guerre est rasé pendant l'hiver 1982 alors que le projet lié au stockage de conteneurs ne se concrétisera jamais.
Le développement du commerce de voitures à travers la Manche se poursuit cependant : à la fin des années 1980, un nouveau projet envisage la construction d'infrastructures d'embarquement à la place de la halle des trains qui, de ce fait, disparaîtrait complètement. Des voix s'élevèrent alors pour sauver ce joyau de l'Art Déco et le projet est abandonné. Dans le même temps, la gare est inscrite à l'inventaire des monuments historiques en 1989, scellant le sauvetage de l'édifice qui ne présente plus que les deux tiers de la surface construite au début des années trente

### La Cité de la Mer

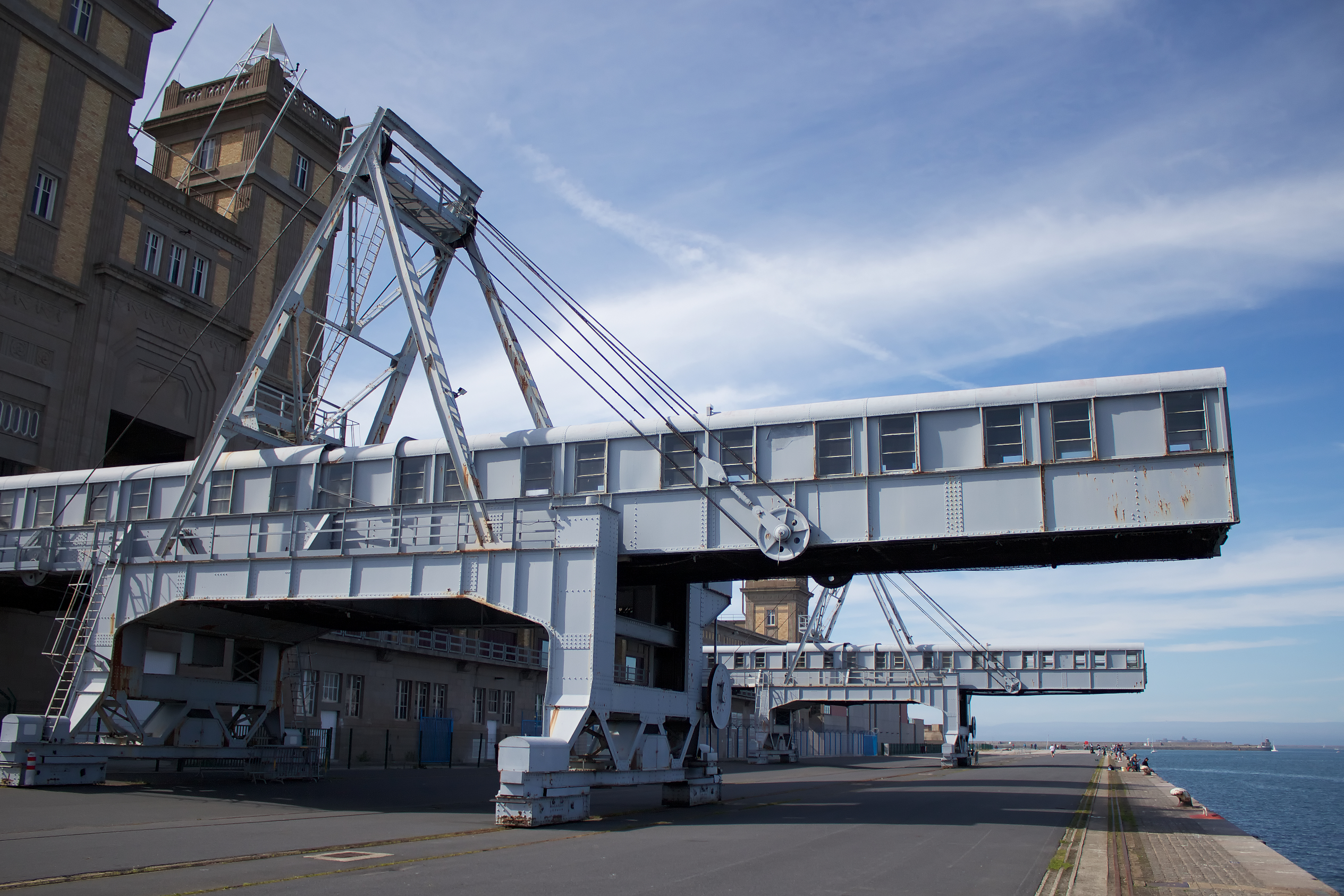
Les passerelles passagers du quai de France en 2012.

Le monument abrite depuis 2002 La Cité de la Mer, musée océanographique. 
En parallèle, la rénovation de la partie voyageurs de la gare initiale a commencé en 2003. La salle des douanes est terminée en 2004 pour accueillir le Queen Mary 2 en voyage inaugural (escale du 14 avril 2004).
La deuxième phase s'achève le 8 décembre 2006 par l'inauguration du « terminal croisières » pouvant accueillir plusieurs paquebots en même temps (ce qui s'est produit le 24 septembre 2008).

## Protection
Au titre des monuments historiques :
- le hall des trains et voie charretière, avec leurs équipements (passerelles, escaliers, cages d'ascenseurs) ; les façades et toitures du hall des Transatlantiques, ainsi que les deux passerelles mobiles d'embarquement sont inscrits par arrêté du 27 décembre 1989 ;
- le hall des transatlantiques est inscrit par arrêté du 16 août 2000.